# 阿都拉曼沙烈 (医生)

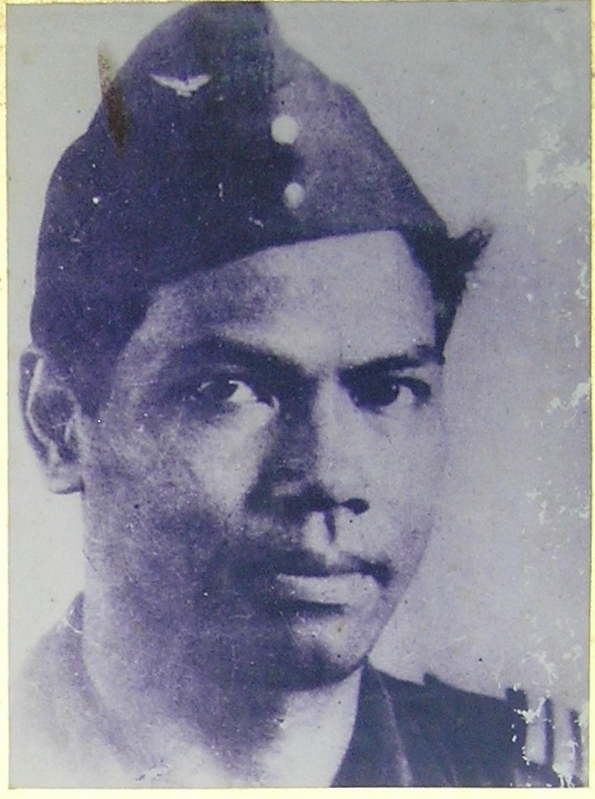

空军上将（追授）阿都拉曼沙烈教授（1909年7月1日 - 1947年7月29日），印度尼西亚民族英雄，医生，印尼生理学之父。1945年9月11日，在他的支持下成立了印度尼西亚共和国广播电台。1947年7月29日，他所乘坐的包机达科他VT-CLA被两架荷兰P-40小鹰战机击落，不治生亡。1974年11月9日被追授印度尼西亚民族英雄称号。

Template:印度尼西亚民族英雄